# 陵口镇
陵口镇，是中华人民共和国江苏省鎮江市丹阳市下辖的一个乡镇级行政单位。

## 行政区划
陵口镇下辖以下地区：
陵口社区、柳北街社区、留墅村、乐善村、新庙村、肇巷村、煦庄村、陵口村、新陵村、漕塘村、折柳村、郑店村、居庄村和城墅村。